# Phare de Glavat
Le phare de Glavat (en croate : Svjetionik Otočić Glavat) est un phare actif sur l'îlot de Glavat au large l'île de Lastovo, dans le Comitat de Dubrovnik-Neretva en Croatie. Le phare est exploité par Plovput , une compagnie du Gouvernement de la République de Croatie.

## Histoire
L'îlot de Glavat est situé dans le chenal de Lastovo, sur le côté oriental de l'île de Lastovo et entre celle-ci et l'île de Mljet. Le phare a été mis en service en 1851.

## Description
Le phare  est une tour cylindrique en pierre de 19 m de haut, avec double galerie et lanterne centrée sur une maison de gardien de deux étages. Le bâtiment est en pierre blanche non peinte et la lanterne est blanche. Il émet, à une hauteur focale de 45 m, cinq courts long éclats blancs toutes les 30 secondes. Sa portée est de 22 milles nautiques (environ 41 km) pour le feu principal et 12 milles nautiques (environ 22 km) pour le feu de veille.
Il possède un Système d'identification automatique pour la navigation maritime.
Identifiant : ARLHS : CRO-004 - Amirauté : E3554 - NGA : 13944 .

## Caractéristiques dufeu maritime
Fréquence : 30s (W-W-W-W-W)
- Lumière : 0.36 seconde
- Obscurité : 3.4 secondes
- Lumière : 0.36 seconde
- Obscurité : 14.6 secondes

|                  |
| Les îles croates |

### Lien connexe
- Liste des phares de Croatie